# Hippogrief
Een hippogrief is een fabeldier, half paard en half adelaar. Als nakomeling van een merrie en een griffioen wordt hij afgebeeld als een gevleugeld paard met de kop en de voorpoten van een adelaar.
De eerste die het wezen bij naam noemde, was Ludovico Ariosto in zijn in 1516 gepubliceerd episch gedicht Orlando Furioso. Daarin is de hippogrief onder andere het rijdier van Astolfo dat hem tot op de maan brengt. Ariosto werd waarschijnlijk geïnspireerd door enkele regels in Vergilius' Bucolica, Ecloge VIII. Vergilius heeft het over een tijd waarin griffioenen en merries zullen paren, als aanduiding van iets onmogelijks, en dit commentaar was voor Ariosto de inspiratie om zijn hippogrief te scheppen.
Als motief in de kunst is het wezen al veel eerder te vinden, zonder dat het als hippogrief benoemd wordt. Zo zou het wezen terug te voeren zijn op de Perzische simurgh, half vogel, half zoogdier, die een nest maakte in de Boom der Kennis.
De hippogrief is een motief in de heraldiek en wordt soms afgebeeld op wapenschilden. Net als vele andere legendarische wezens is hij ook te vinden in moderne fantasy-spellen, computerspellen en verhalen zoals de Harry Potter-saga.

## Etymologie
Het woord hippogrief is afgeleid van het door Ariosto gebruikte Italiaanse ippogrifo,  zelf afkomstig uit het Oudgriekse ἵππος/ híppos, dat "paard" betekent, en het Italiaanse grifo dat griffioen betekent. Dit laatste verwijst naar een ander mythisch wezen, een soort arend met het lichaam van een leeuw, beschreven als de vader van de hippogrief.

## Oorsprong van de mythe
Zoals gezegd kwam de naam van dit fabeldier pas voor de eerste keer voor in Ludovico Ariosto's 16e-eeuws episch gedicht Orlando Furioso. Wezens met kenmerken van de hippogrief zijn echter al van veel vroeger bekend.

### Perzische herkomst
Onder de mythische dieren van de Perzen was er een met een gemeenschappelijke geschiedenis bij verschillende volken. Van het oude rijk van Elam tot aan de Safawiden (in het Boek der Koningen van de Perzische dichter Ferdowsi), via de Achaemeniden in Persepolis tot bij de Sassaniden was er een fabeldier bekend als simurgh, simorgh of homa. Dat wezen lag aan de basis van de mythe van de griffioen (wiens naam uit het Perzisch stamde) en dus ook aan die van de hippogrief. De simurgh is een enorm gevleugeld dier dat eveneens aan de basis lag van de vogel Roc van de Arabieren, waarvan gezegd werd dat hij moeiteloos een olifant in zijn klauwen kon wegvoeren. Hij wordt weleens omschreven als het oosterse equivalent van de hippogrief, maar in tegenstelling tot de hippogrief was hij van goddelijke oorsprong. Bovendien heeft de simurgh slechts twee klauwen, ook in voorstellingen van de Sjahnama, waarin de figuur van de held Rostam verschijnt. Simurgh is ook de naam die de islamitische wereld aan de feniks geeft.

### Adaptatie door de Grieken in de cultus van Apollon

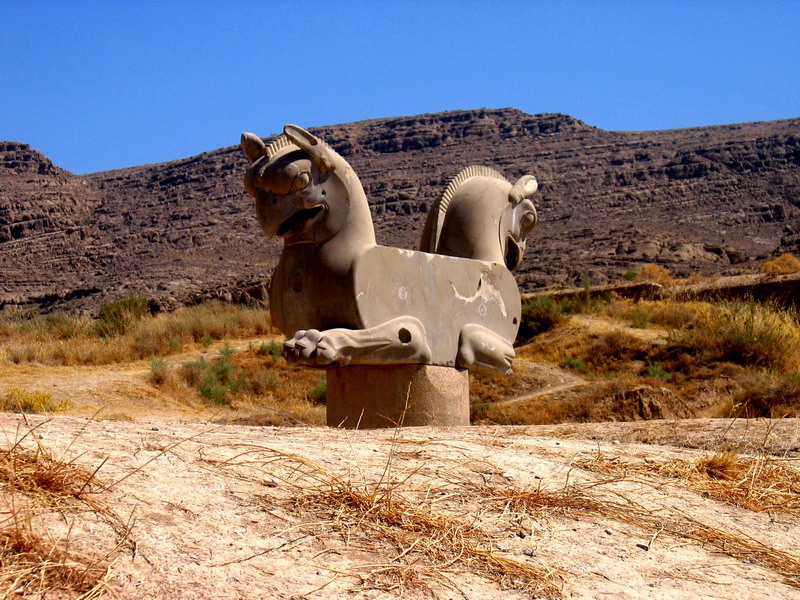
Kapitelen van de zuilen in Persepolis, met voorstellingen van Homa's.

Sommige 19e-eeuwse auteurs zijn van mening dat de hippogrief verbonden kan worden aan de uit het Oosten afkomstige cultus van Apollo. De mythe van de hippogrief zou Europa dus bereikt hebben via de Grieken. Het is echter verre van zeker dat dit mythische dier verwant is aan Apollo als de god van de zon of als god van de muzen.
Volgens Cassandra Eason worden hippogriefen en griffioenen in deze periode vaak met elkaar verward. Beide zijn immers van Perzische oorsprong en ontleend uit de mythologie van de simurgh. Er zou volgens dezelfde auteur wel een symbolisch verband bestaan tussen de griffioen en de Zon. Zo trekt hij volgens een Griekse mythe de wagen van Apollon.
Een beschrijving van een schepsel dat erg lijkt op een hippogrief is te vinden in Prometheus geboeid van Aeschylus, die hem hierin opvoert als een rijdier van de oceaan. Fantasiewezens als gevleugelde paarden waren ook in het Oude Griekenland bekend. Dit blijkt bijvoorbeeld uit de mythe van Pegasus, het gevleugelde paard dat de bliksem met zich meedraagt en waarmee de middeleeuwse hippogrief veel morfologische en symbolische gelijkenissen vertoont. Daarnaast kenden de oude Grieken ook de hippalectryon, een wezen dat half paard en half haan is. De hippogrief wordt echter in deze periode niet expliciet genoemd, zoals dat bij de griffioen (met wie hij verward wordt) wel het geval is. Geen enkele legende wordt met zekerheid aan hem verbonden.

### De hippogrief bij de Romeinen
In de Latijnse literatuur vindt men een beschrijving van de oorsprong van de hippogrief van de hand van Vergilius in zijn Eclogues:
"... als griffioenen paren met merries, zullen de schuchtere herten en honden samen drinken", waaruit blijkt dat hij dit als een onmogelijke verbinding zag die niets goeds kon opleveren.
Maurus Servius Honoratus, een grammaticus uit de 4e eeuw die met In tria Virgilii Opera Expositio een aantal Latijnse commentaren schreef op Vergilius, voegt hieraan toe dat de griffioenen leven in de bergen van de Hyperborea. Zij zouden geduchte vijanden van de paarden zijn "(in hoc genus ferarum hyperboreis nascitur montibus [...] equis vehementer infesti." Het thema van gevechten tussen dieren wordt ook uitgebeeld op gouden sieraden van de Scythen, met griffioenen die paarden aanvallen.
De hippogrief zelf is beschreven (maar niet genoemd) door Plinius de Oudere in zijn Naturalis historia. De oudste voorstelling van een hippogrief zou gevonden zijn in de Balearen, door inwoners van Pisa die het na een veroveringstocht van de eilanden naar hun eigen stad terugbrachten omstreeks de tijd dat de koepel van de kathedraal werd gebouwd.

## Middeleeuwen en renaissance

### Middeleeuwen
De hippogrief verschijnt opnieuw in de middeleeuwen, dit keer in verband met Karel de Grote en zijn Paladijnen, wat Thomas Bulfinch later beschreef in zijn Legends of Charlemagne, or Romance of the Middle Ages (1863). Zich baserend op het Roelantslied en andere teksten uit de middeleeuwen zou Ariosto de hippogrief later introduceren in de literatuur. De hippogrief is een beetje te beschouwen als de Pegasus uit de middeleeuwen.
Volgens een folkloristische traditie werd in de middeleeuwen van dit dier verondersteld dat het leefde in de buurt van Céret in Roussillon. Men zou naar verluidt sporen van zijn klauwen kunnen vinden op een rots in de buurt van de Provençaalse buitenplaats Carol.

### Orlando Furioso, van Ariosto

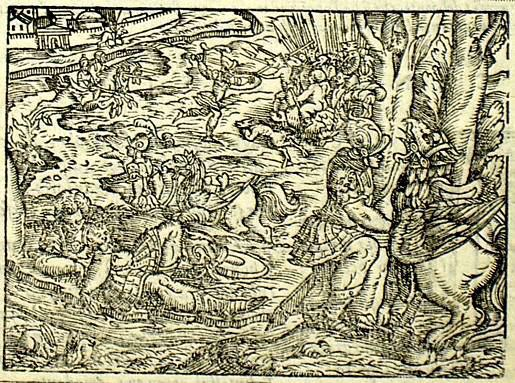
Illustratie van de Orlando Furioso, houtsnede, 1566, Montpellier, Médiathèque centrale d’agglomération Emile Zola.

Het is de Italiaanse schrijver en dichter Ludovico Ariosto (1474-1533) die als eerste de naam ippogrifo gebruikte en een beschrijving gaf van het dier in zijn beroemde Orlando Furioso ("Razende Roelant"). Ariosto's tekst gaf aanleiding tot vele interpretaties. Volgens de Orlando Furioso is de hippogrief de (onmogelijke) vrucht van de liefde tussen een merrie en een griffioen. De onmogelijkheid van een dergelijke vereniging wordt geïllustreerd door een gezegde uit de middeleeuwen Jungentur jam Gryp Equis, te vertalen als "griffioenen met paarden laten paren", wat ongeveer hetzelfde betekent als "met sint-juttemis, als de kalveren op het ijs dansen". Ariosto's hippogrief was dus een symbool van een onmogelijke liefde. Hierbij baseerde hij zich waarschijnlijk op Grieks-Romeinse teksten, hoewel dit moeilijk te bewijzen is.

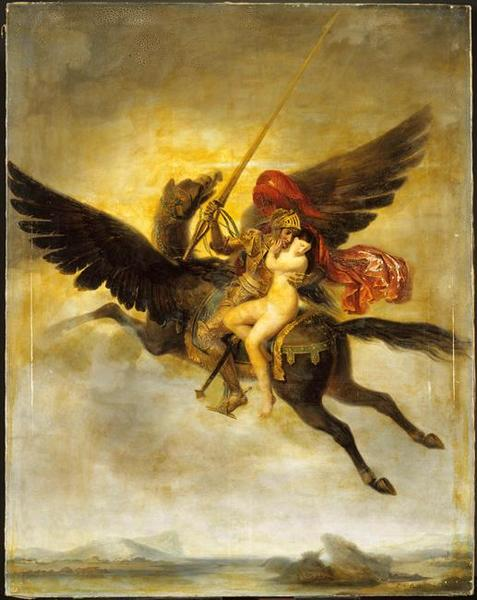
Ruggiero bevrijdt Angelica, door Louis-Édouard Rioult, olieverf op doek, Parijs, Louvre.

In deze Orlando Furioso staat dat er enkele hippogriefen werden waargenomen in de mythische bergen boven de ijzige zeeën van de Noordelijke IJszee. In het epos slaagt de magiër Atlante erin, dankzij zijn geduld en de beheersing van zijn kunst, om een hippogrief uit de kudde aan te trekken en te temmen. Het duurt een maand om de hippogrief te laten wennen aan zijn teugels en een ruiter toe te laten om hem te bestijgen. Daarna gehoorzaamt hij zijn meester en brengt hem waar hij het wenst. De magiër Atlante berijdt dit dier voor de ontvoering van jonge meisjes en om vijanden neer te schieten. Zo teisteren de raids van de tovenaar dag en nacht de streek. Later wordt Atlante verslagen door Bradamante en de hippogrief dwaalt verlaten rond. Niemand durft hem te benaderen, tot de ridder Ruggiero het waagt om hem te bestijgen. Het blijkt een val te zijn, opgezet door de magiër die Ruggiero weg wil uit Europa. De ridder laat zich wegvoeren, overgeleverd aan de grillen van het beest. Pas nadat hij veel later van een wijze man raad krijgt, slaagt hij erin om het paard te laten gehoorzamen. Door een strop aan zijn nek vast te maken kan hij het nu wenden en laten stoppen. Vliegend met de snelheid van de wind leiden zijn avonturen hem nu naar verschillende landen, en Ruggiero redt ook prinses Angelica van een zeemonster. Het dier wordt ook nog bereden door andere ridders. Zo brengt het Astolfo zelfs tot op de maan. Op het einde wordt hij vrijgelaten en vliegt hij hemelwaarts om nooit meer te worden teruggezien.
Ludovico Ariosto is ook de eerste die een complete fysieke beschrijving van het schepsel geeft. Hij noemt het verschillende keren een gevleugeld paard dat net als zijn vader, de griffioen, een adelaarskop heeft en beschikt over voorpoten, gewapend met krachtige, scherpe klauwen. De rest van zijn lichaam - de romp en de staart van een paard - heeft hij geërfd van zijn moeder, de merrie.
Fragment uit Orlando Furioso, Canto 4/XVIII:
Non è finto, il destrier, ma naturale,

Ch'una giumenta generò d'un Grifo.

Simile al padre avea la piuma e l'ale

Li piedi anteriori, il capo e il grifo;

In tutte l'altre membra parea quale

Era la madre.
Het is niet nep, zijn ros, maar natuurlijk,

de zoon van een merrie en een griffioen.

Net als de vader had hij veren, vleugels,

voorpoten, kop en bek.

Alle andere lichaamsdelen leken 

op die van de moeder.
Soms reageert hij uiterst onvoorspelbaar, maar toch vliegt hij op bevel van zijn verschillende ruiters van het ene land naar het andere. Deze beschrijving van de hippogrief als sterker, slimmer en behendiger vliegend dan de adelaar of de valk, sneller dan een pijl door de lucht of het lichten van een bliksemschicht, zou de norm worden voor latere auteurs die over de hippogrief schreven.
Verondersteld wordt dat de Orlando Furioso dat Ariosto zich zou hebben geïnspireerd op werken uit de klassieke oudheid. Zo vertonen Pegasus en Angelica veel gelijkenissen met Pegasus en prinses Andromeda uit de Griekse mythologie, maar toch is de symboliek van Pegasus als rijdier van de dichters niet helemaal hetzelfde als de hippogrief, rijdier van strijdende ridders.

### Werken na Ariosto
De figuur van de hippogrief duikt in de renaissance opnieuw meerdere malen op in een aantal ridderromans. Auteurs die waren geïnspireerd door de Orlando Furioso maakten er net als Ariosto het rijdier van ridders van. De hippogrief werd tot een symbool van kracht, liefde en dierlijkheid, beschreven als een der grootste rijdieren en het strijdros par excellence. Vele kunstwerken werden dan ook aan hem gewijd.
Volgens de Schotse journalist Lewis Spence werd rond 1540 Agésilan de Colchos, een vervolg op de Amadisroman, geschreven door Cirféa, Koningin van de Aegiven. Het vertelt het verhaal van Agesilan, kleinzoon van Amadis, die in een storm geïsoleerd vast komt te zitten met zijn vriendin Diana. Een ridder op een hippogrief verschijnt om hen te redden en brengt hen beiden naar zijn verblijf op de Canarische Eilanden.
Ook Cervantes moet het werk van Ariosto gekend hebben, want in zijn roman Don Quichot wordt gezegd dat diens paard Rocinante sneller zou zijn dan de hippogrief van Astolfo, en de ingebeelde rit op het houten paard Clavileño is een parodie op de mythische hippogrief. Ook in Thomas Bulfinch' Legends of Charlemagne, or Romance of the Middle Ages uit 1863 wordt de hippogrief genoemd als het rijdier van de ridders van Karel de Grote.

### Heraldiek
In de heraldiek is het gebruikelijk om voor wapenschilden al dan niet mythische dieren ter 'ondersteuning' van het schild te gebruiken. Zo is ook de hippogrief op Engelse wapenschilden vrij vaak terug te vinden als "schildhouder".
De grote ontwikkeling van de heraldiek in de middeleeuwen (eerst in Frankrijk, en na de Normandische verovering in Engeland) had als voornaamste doel het vaststellen van de identiteit van de ridders die aan toernooien deelnamen. Hun wapenschilden tonen een grote variëteit aan mythische dieren. Aldus ziet men het naast de griffioen, de leeuw en de adelaar verschijnen in wapenschilden van families met een krijgshaftig verleden. Ook andere denkbeeldige schepsels worden uitgebeeld. De hippogrief natuurlijk, maar ook de opinicus, een verwant van de hippogrief waarvan de vier poten die van een leeuw zijn. (In de heraldiek wordt een griffioen altijd afgebeeld met de voorpoten van een adelaar.)

## 17e en 18e eeuw

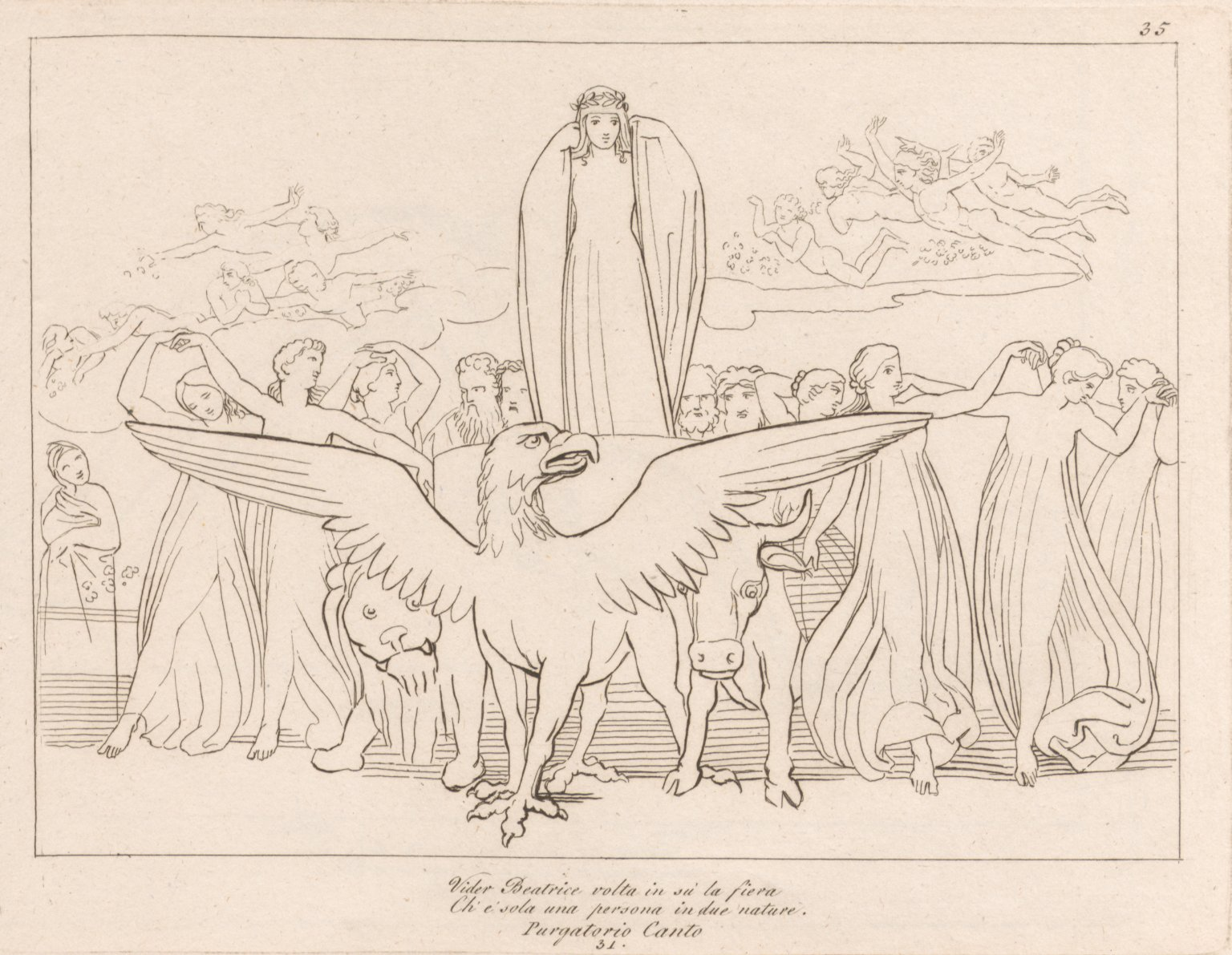
Gravure voor Dantes De goddelijke komedie met een hippogrief of een griffioen - illustratie door John Flaxman, gegraveerd door Tommaso Piroli. Division of Rare and Manuscript Collections, Cornell University Library, 1793

Na de populariteit van de hippogrief in de nasleep van Ariosto's werk en nog vóór zijn wedergeboorte in de 19e-eeuwse illustraties van Gustave Doré, raakt de hippogrief bijna volledig in de vergetelheid. Hij wordt wel genoemd in een aantal literaire werken.
Zo zinspeelt de Engelse dichter John Milton op Ariosto's epos, en met name op de hippogrief, wanneer Satan in Paradise Regained Jezus met geweld grijpt, oplicht tot boven de tempel en hem "zonder vleugels van de hippogrief" boven wildernis en vlakte door verheven luchten draagt:
So saying he caught him up, and without wing Of hippogrif, bore through the air sublime Over the wilderness and o'er the plain— Milton, Paradise Regained, (book iv. 541-543)
Nog een voorbeeld: Voltaire brengt in zijn Dictionnaire philosophique Astolfo's reis naar de maan op de rug van de hippogrief in herinnering:
Nous avons couru à Meako, à la terre d'Yesso, à la Californie ; nous irions à la lune avec Astolphe, si nous avions un hippogriffe.— Voltaire, Dictionnaire philosophique
Verder werd het thema van de hippogrief uitgewerkt in de bronzen beeldhouwwerken van Antoine-Louis Barye.

## 19e eeuw

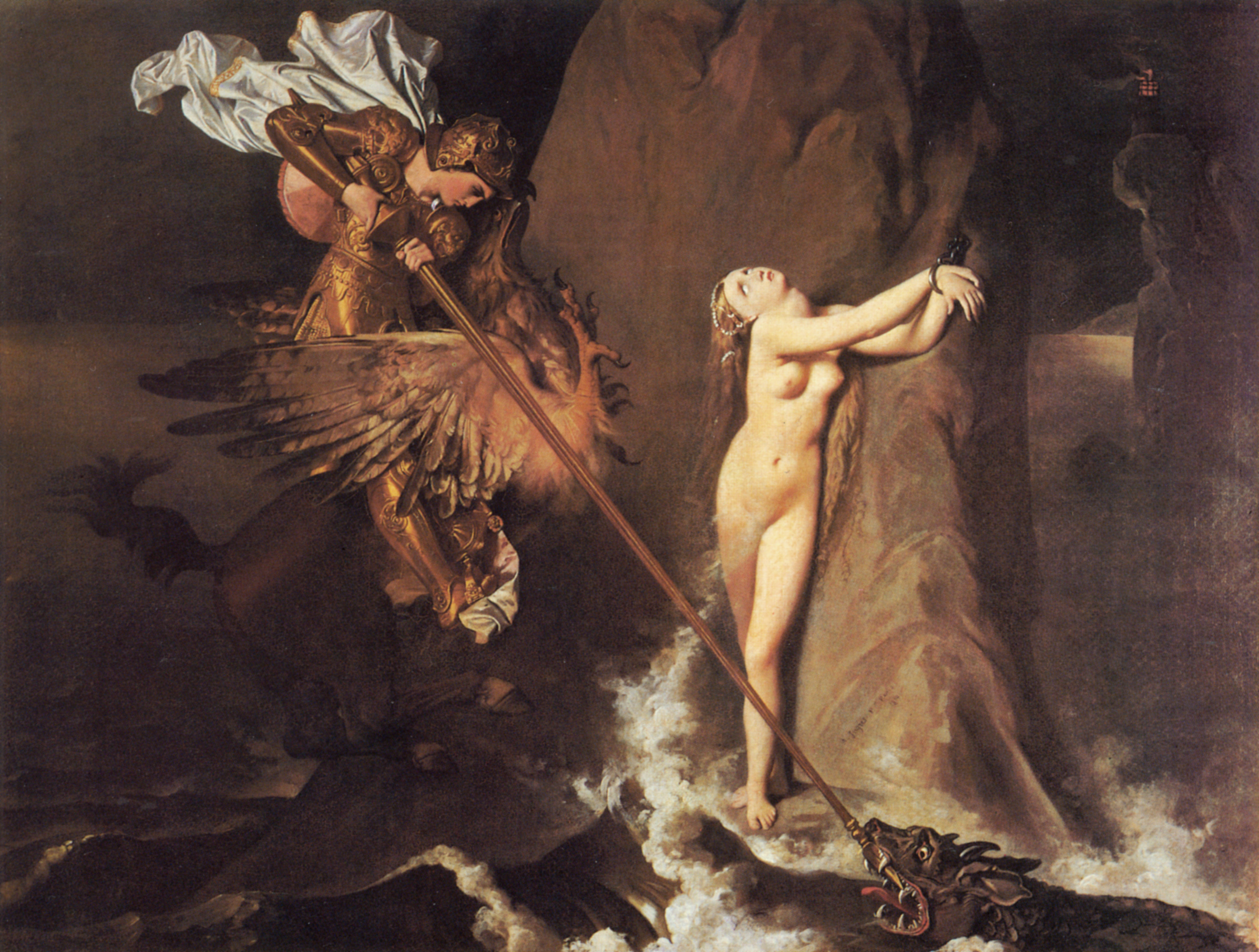
Tafereel uit Orlando Furioso: Ruggiero bevrijdt Angelica, door Dominique Ingres, 1819. Het rijdier is een hippogrief.

Illustrators en andere beeldende kunstenaars werden ook in de 19e eeuw nog steeds geïnspireerd door Ariosto's levendige beschrijvingen. Voor het Parijse Salon van 1819 schilderde Ingres een romantische scène uit Ariosto s Orlando Furioso: Ruggiero, die, rijdend op de hippogrief, de naakte Angelica redt uit de klauwen van de draak. De critici van het Salon waren vooral geschokt door de expliciete naaktheid en hadden er geen goed woord voor over. Later kocht de Franse regering het doek over en nu hangt het in het Louvre.
In 1877 verscheen een door Gustave Doré geïllustreerde editie van de Orlando Furioso, met tal van gravures. Op dat ogenblik had de kunstenaar reeds 90 boeken geïllustreerd en was hij de belangrijkste Franse illustrator van de 19e eeuw. Voor Ariosto’s meesterwerk maakte hij liefst 618 verbluffend surrealistische en krachtige tekeningen.
Tekeningen van Gustave Doré voor de Orlando Furioso

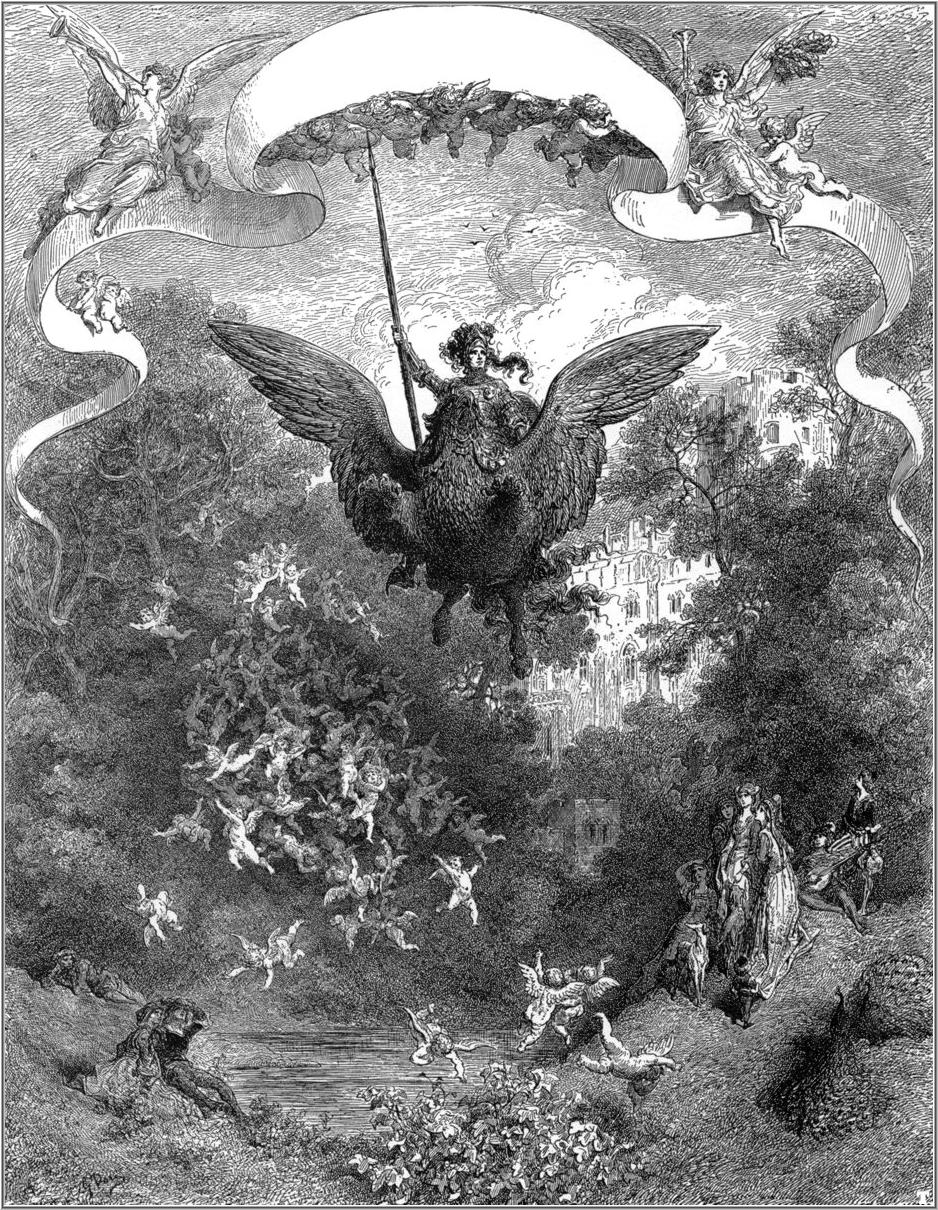
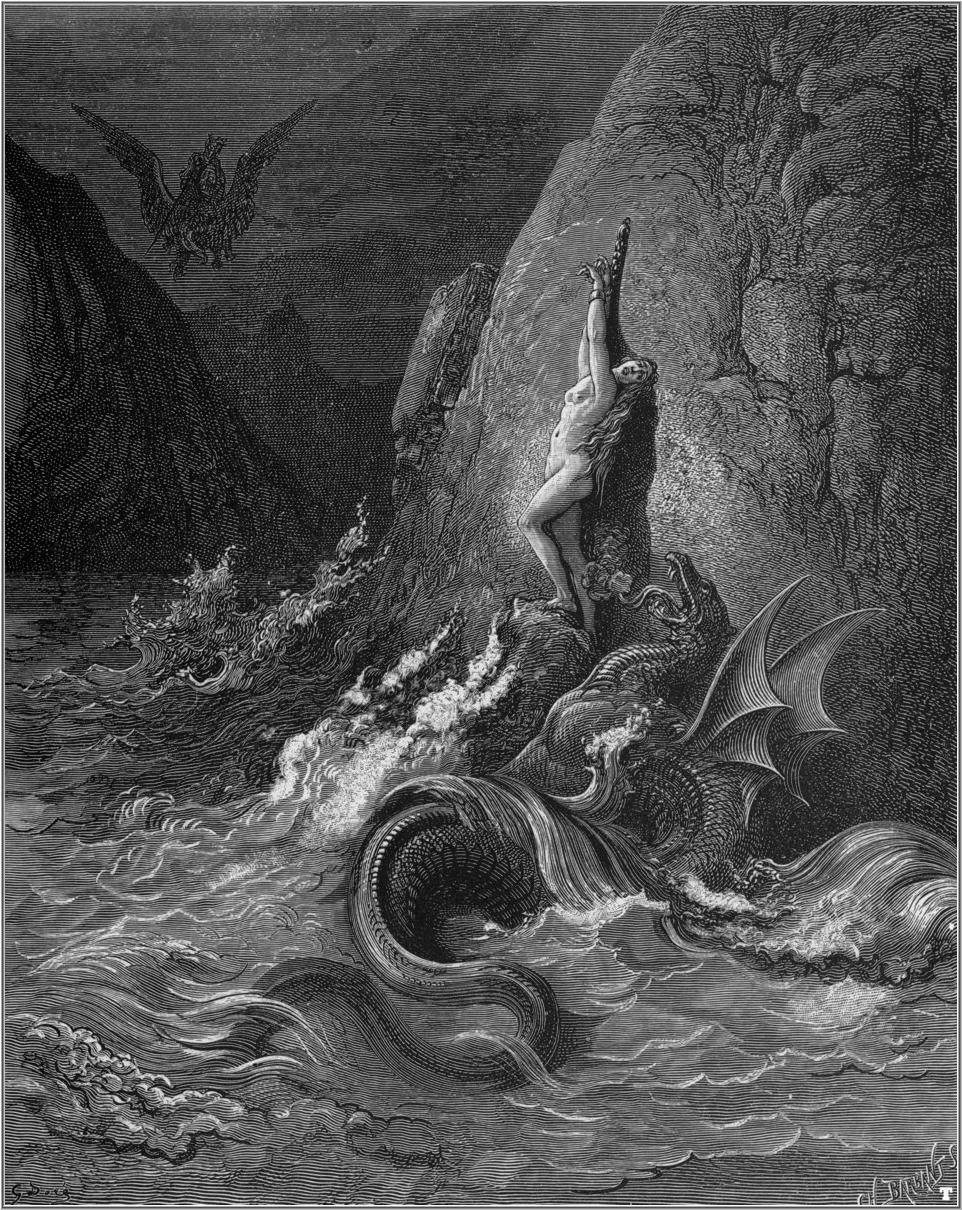
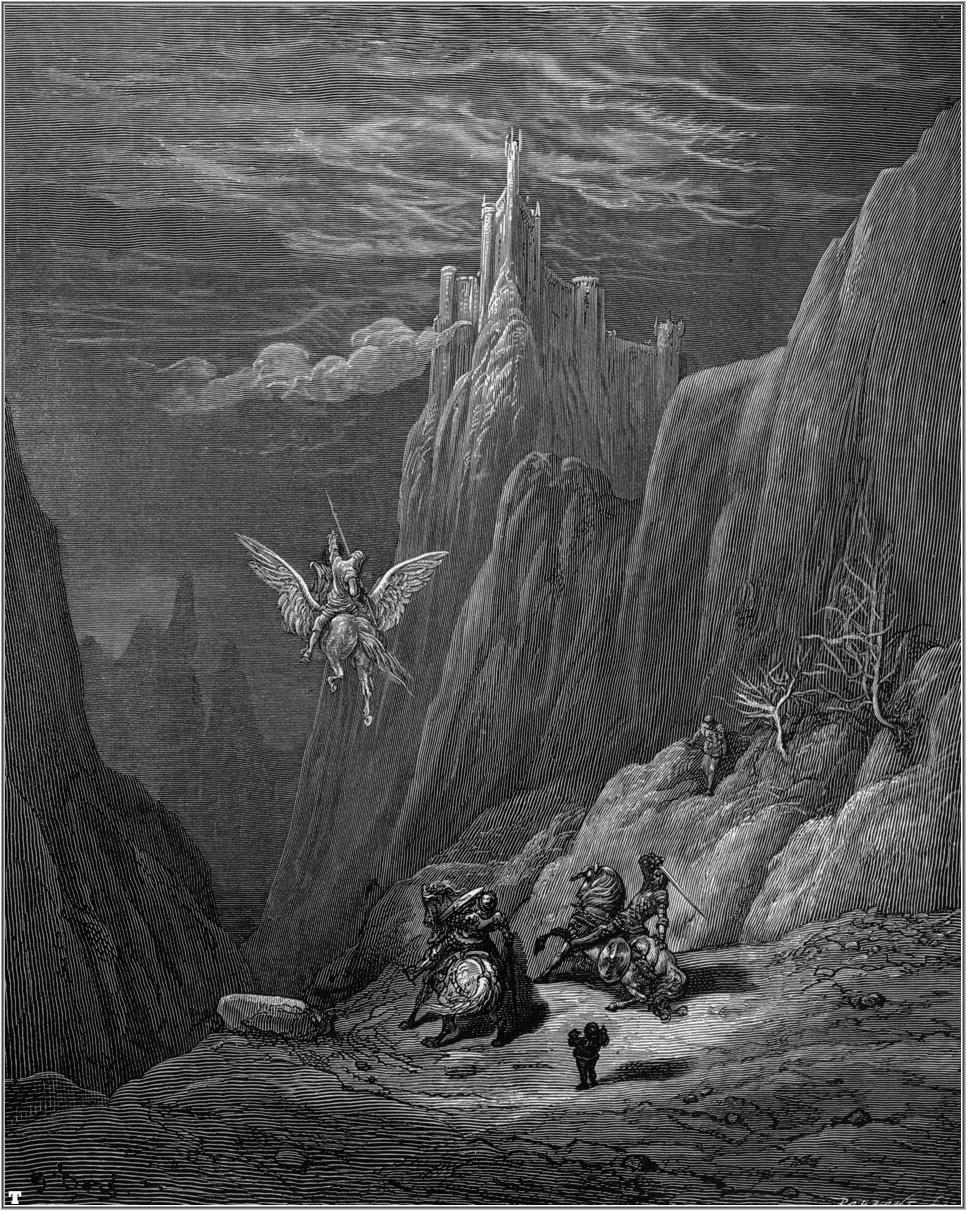
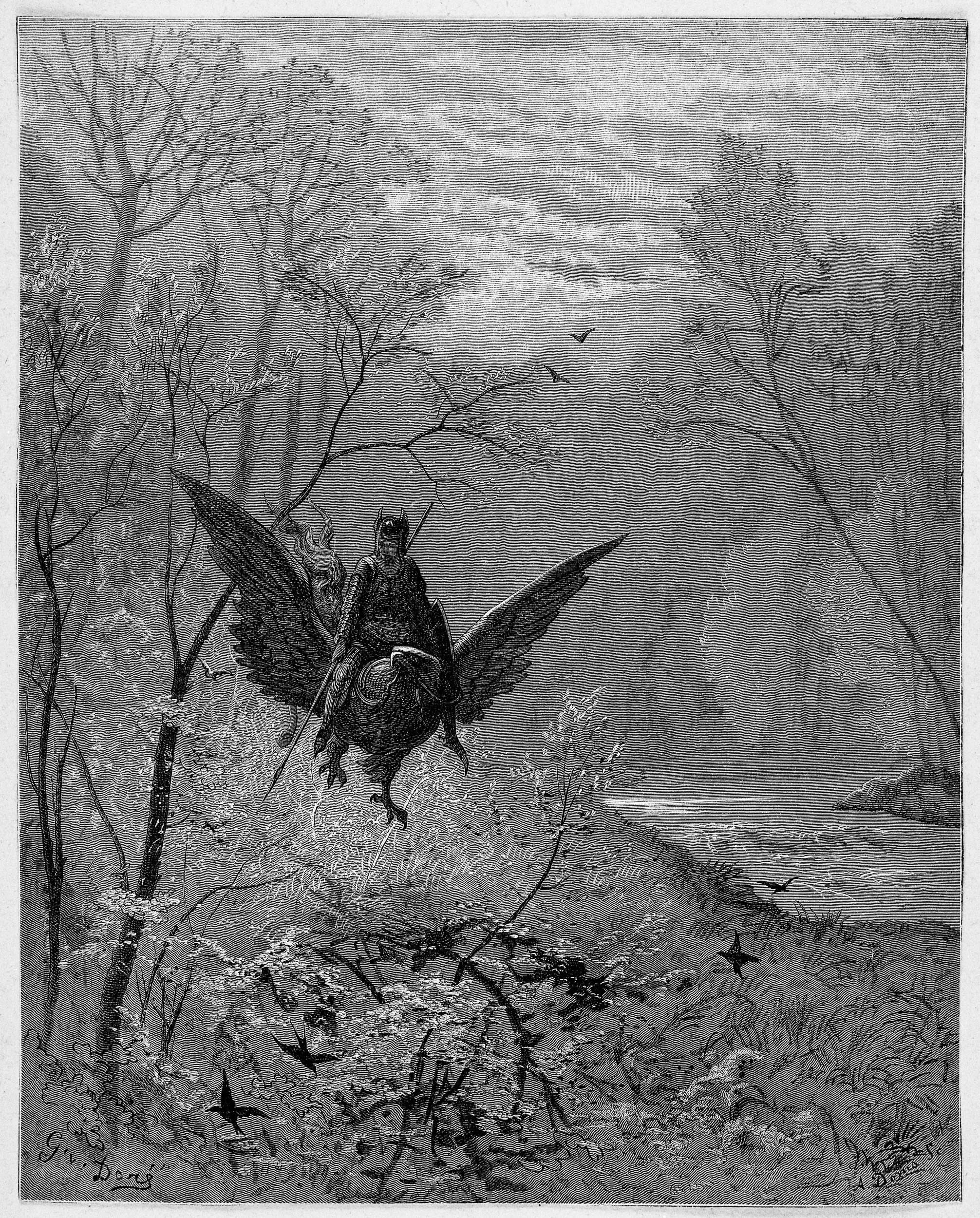

De hippogrief sprak in de negentiende eeuw ook tot de verbeelding van een aantal bekende auteurs. Zo beschrijft Victor Hugo in zijn roman Notre-Dame de Paris uit 1831 Quasimodo, rijdend op de bronzen klok, als "een vreemde centaur, half mens, half klok, een soort afschuwelijke Astolfo, meegevoerd op een wonderbaarlijke hippogrief van levend brons."
Een ander voorbeeld vindt men in Oscar Wildes essay The Decay of Lying (1905), in de vorm van een socratische dialoog tussen Vivian en Cyril. Vivian leest het artikel voor dat ze naar een tijdschrift wil opsturen. In haar pleidooi voor de leugen in kunst en literatuur staat een fragment over het mythische wezen, dat zal verschijnen 'als we allemaal dood zijn gevallen van verveling door het alledaagse karakter van de moderne fictie':
"Zijn vergulde haver kauwend, zal de hippogrief in onze stallen staan, en over onze hoofden zal de Blauwe Vogel zweven en zingen over mooie en onmogelijke dingen, dingen die prachtig zijn en nooit gebeuren, en over dingen die er niet zijn en die zouden moeten bestaan."
De Engelse romanschrijver en dichter George Meredith (1828–1909) geeft het begrip hippogrief een andere invulling. De uitdrukking 'Rider of Hippogriff' gebruikt Meredith voor iemand die 'de weg der liefde via het sentiment bereist' en dan ervaart dat hij te maken krijgt met een macht die hem overstijgt. Meredith onderscheidt het van de passie en noemt de berijder van de hippogrief 'the sentimentalist'. De hippogrief neemt hem mee op een hoge vlucht, zodat zijn berijder geen enkele stem meer hoort, behalve die van zijn eigen passie.
Vooral dichters uit de romantiek voelden zich aangesproken door de thematiek en de motieven uit de Orlando Furioso. De vliegende kano in de proloog van William Wordsworths gedicht Peter Bell (1819), draagt de dichter letterlijk door de wolken om exotische en betoverende plekken te bezoeken, "Then take thy way, adventurous Skiff, More daring far than Hippogriff" (Ga dan uw weg, avontuurlijke boot, met meer lef dan de hippogrief).

## 20e tot vroege 21e eeuw
De hippogrief komt ook nog voor in de literatuur van de vroege 20e eeuw. Een echte doorbraak in populariteit kwam echter pas met de hedendaagse rollenspellen zoals Dungeons and Dragons en de Warcraft-saga die de hippogrief in hun bestiarium opnamen, en verder figureert hij ook in de Harry Potterreeks. In sommige moderne voorstellingen heeft de hippogrief de vier poten van een paard en behoudt van de adelaar alleen de kop en de vleugels. Hij wordt in de voornoemde hedendaagse contexten beschreven als een schepsel dat met grote snelheid kan toeslaan, vluchten of zich verdedigen, en als makkelijker te temmen dan een griffioen (die trouwens zelden met een ruiter wordt afgebeeld).
Rollenspellen en moderne fantasy-boeken beschrijven hem als een omnivoor (die zich dus zowel met planten als vlees voedt), hoewel andere werken hem dan weer als een erg gevaarlijke carnivoor voorstellen. Dit is het geval met de hippogriefen bij Harry Potter.

#### Het Harry Potteruniversum

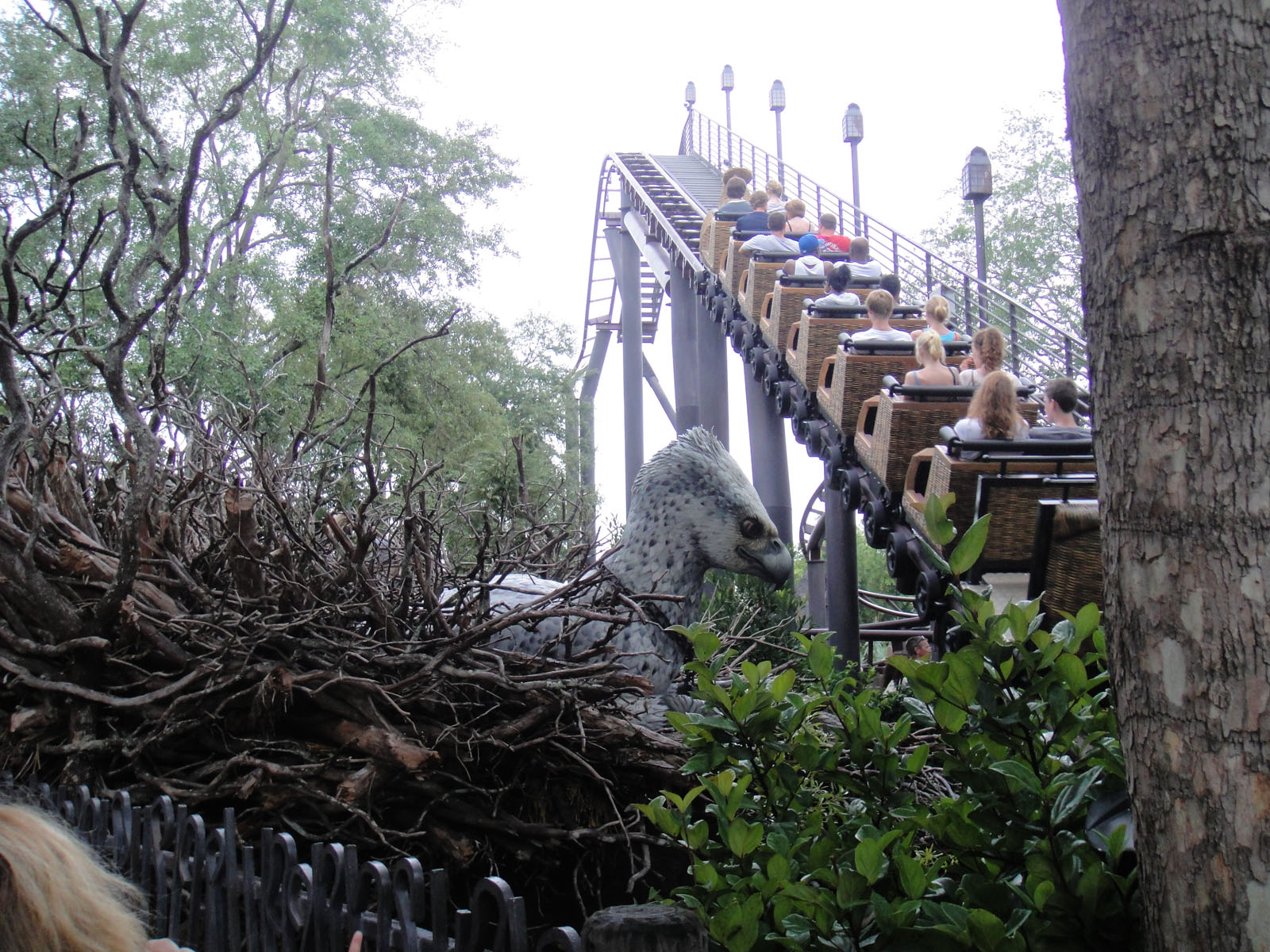
De attractie Flight of the hippogriff ride in Wizarding World of Harry Potter, met links een voorstelling van Scheurbek.